# پارک ملی اماس
پارک ملی آماس (به پرتغالی: Parque Nacional das Emas) یک پارک ملی در برزیل است که در گوییاس واقع شده‌است.